# Simulium spiroi
Simulium spiroi är en tvåvingeart som beskrevs av Craig, Currie och Hunter 2006. Simulium spiroi ingår i släktet Simulium och familjen knott.
Artens utbredningsområde är Vanuatu. Inga underarter finns listade i Catalogue of Life.